# Billy Ritchie
Billy Ritchie (Newtongrange, 1936. szeptember 11. – 2016. március 11.) válogatott skót labdarúgó, kapus.

## Pályafutása

### Klubcsapatban
A Bathgate Thistle korosztályos csapatában kezdte a labdarúgást. 1955 és 1967 között a Rangers kapusa volt. Hat bajnoki címet és öt skót kupa győzelmet ért el a glasgowi csapattal. Tagja volt az 1960–61-es KEK-döntős együttesnek. 1967 és 1970 között a Partick Thistle, 1970 és 1976 között a Motherwell, 1976 és 1980 között a Stranraer játékosa volt. 1980-ban 44 évesen fejezte be az aktív labdarúgást.

### A válogatottban
1962-ben egy alkalommal szerepelt a skót válogatottban.

## Sikerei, díjai
Rangers
- Skót bajnokság
  - bajnok (6): 1955–56, 1956–57, 1958–59, 1960–61, 1962–63, 1963–64
- Skót kupa
  - győztes (5): 1960, 1962, 1963, 1964, 1966
- Kupagyőztesek Európa-kupája (KEK)
  - döntős: 1960–61